# 沈博阳
沈博阳（1973年—），是一位中国企业家。

## 生平
1973年出生于天津和平区，祖籍浙江。1992年毕业于天津市第一中学，1996年毕业于南开大学环境科学系和管理系，2000年毕业于加州大学洛杉矶分校计算机系，2004年加入雅虎担任技术主管，2005年加入谷歌担任工程师经理，2006年随谷歌团队回到中国开展本地化产品开发，2009年转岗到战略合作部。2010年2月跳槽加入人人网负责对外事务和平台开发，同年5月创建内部孵化的团购公司糯米，2013年8月糯米被百度收购，同年12月他宣布离职。2014年1月15日加入领英担任其全球副总裁兼中国区总裁，着重打造本地化产品“赤兔”，2017年6月30日离开领英，同年8月加入蛋壳公寓并担任董事长。
2020年COVID-19疫情之下，蛋壳公寓遭遇寒冬，频繁出现拖欠房东房租事件，“多地相继出现的房东、租户集中解约事件”，作为天使投资人和董事长的沈博阳微博已不予对外展示。